# Dino Štiglec
Dino Štiglec (sinh 3 tháng 10 năm 1990) là một cầu thủ bóng đá Croatia thi đấu cho Olimpija Ljubljana ở vị trí hậu vệ trái.

## Sự nghiệp câu lạc bộ
Là một sản phẩm của học viện NK Zagreb, Štiglec ra mắt ở đoạn cuối mùa giải 2008–09 của Prva HNL, vào sân thay cho Igor Jugović ở phút 85 ngày 1 tháng 3 năm 2009 trong trận thắng sân khách trước Croatia Sesvete. Sau đó anh được cho mượn đến Vrapče ở Treća HNL và Lučko ở Druga HNL.
Ngày 9 tháng 1 năm 2017, anh ký hợp đồng cho đội vô địch Slovenia Olimpija Ljubljana.